# Zdzisław (prénom)
Zdzisław (API : [ˈzd͡ʑi.swaf]) est un prénom polonais dont la forme féminine est Zdzisława.

## Étymologie et histoire
Le prénom Zdzisław provient des racines slaves zdzi ou zde qui signifient « faire », « provoquer » ; et slava, « la gloire ». La première trace écrite de ce nom figure dans un document datant de l'année 1198. Les différentes formes de ce nom sont les suivantes :
- Zdziech, Zdziesz, Zdzieszko, en polonais médiéval
- Zdislaus en latin
- Zdislav en allemand
- le nom existe aussi dans les autres langues slaves (Zđislav, Zdzislav, Zdenek, Zdeněk, Zdik, Zdenko, ...)

Les Zdzisław sont fêtés les 29 janvier et 28 novembre.

## Porteurs du nom
- Zdzisław Ier (?-1180 environ) : archévèque de Gnèsne
- Zdislava de Lemberk (1215-1252) : sainte de l'Église catholique
- Zdzisław Beksiński (1929-2005) : artiste polonais
- Zdzisław Krzyszkowiak (1929-2003) : athlète polonais
- Zdzisława Donat (1936- ) : colorature polonaise
- Zdzisław Piernik (1937- ) : virtuose polonais du tuba
- Zdzisław Chmielewski (1942- ) : homme politique polonais
- Zdzisław Hoffmann (1959- ) : athlète polonais